# Françoise Burdet
Françoise Burdet (ur. 12 sierpnia 1967 w Chur) – szwajcarska bobsleistka, dwukrotna medalistka mistrzostw świata.

## Kariera
Największy sukces w karierze osiągnęła w 2001 roku, kiedy wspólnie z Kathariną Sutter zdobyła złoty medal w dwójkach na mistrzostwach świata w Calgary. W tym samym składzie reprezentantki Szwajcarii zdobyły też brązowy medal podczas mistrzostw świata w Winterbergu. W 2002 roku wystartowała na igrzyskach olimpijskich w Salt Lake City, gdzie w parze z Sutter była czwarta w dwójkach. Walkę o podium przegrały tam z Niemkami: Susi Erdmann i Nicole Herschmann. Ponadto w sezonach 1995/1996, 1996/1997, 1997/1998 i 1998/1999 wygrywała klasyfikację Pucharu Świata w dwójkach.